# Jesús Isijara
Jesús Antonio Isijara Rodríguez, noto semplicemente come Jesús Isijara (Navolato, 26 settembre 1989), è un ex calciatore messicano, di ruolo centrocampista.

## Caratteristiche tecniche
È un esterno destro.

## Carriera
È cresciuto nel settore giovanile del Necaxa, club in cui ha militato in prima squadra dal 2011 al 2017 collezionando 218 presenze condite da 32 reti fra campionato e coppe.